# Affonso Rocha Giongo
Affonso Rocha Giongo (São Paulo, 1918 — 5 de abril de 2012) foi um engenheiro e professor brasileiro.

## Biografia
Giongo nasceu em uma família pobre e deixou os estudos para trabalhar como office-boy na adolescência. Um dos chefes o incentivou a voltar às salas e cursar o madureza, que posteriormente veio a se chamar de supletivo.
Entrou na Poli-USP e se formou em engenharia em 1946. Como o pai, além de funcionário de uma estrada de ferro, foi instrutor numa unidade de jovens infratores, para os quais ensinava uma profissão. Lecionou desenho geométrico e matemática no cursinho do Sistema Anglo de Ensino e no Colégio Bandeirantes, em São Paulo.
Casou com Martha Chammas Giongo em 1947.
Escreveu o livro Curso de Desenho Geométrico, pela editora Nobel, reeditado mais de 30 vezes até 2012.
Parou de lecionar depois que se tornou engenheiro da Prefeitura de São Paulo. Aposentou-se como supervisor em meados da década de 1980, quando seus problemas de visão começaram a se agravar.
Teve três filhos, sete netos e quatro bisnetos. Morreu aos 94 anos por falência múltipla de orgãos.